# 98
سنة 98 م (بالأرقام الرومانية: XCVIII) كانت سنة بسيطة تبدأ يوم الإثنين (الرابط يظهر نموذج الجدول الزمني الكامل للسنة) من التقويم اليولياني. بدأت تسمية السنة ب98 منذ العصور الوسطى المبكرة، عندما أصبح تقويم أنو دوميني هو الأسلوب السائد في أوروبا لتسمية السنوات.

## أحداث
- المؤرخ الروماني تاكيتوس عاش في النصف الأخير من القرن الأول وأوائل القرن الثاني الميلادى (55-120م) تولى عدة مناصب فكان برايكتور سنة 88 وقنصلا سنة 97 وبروقنصل في ولاية آسيا سنة 112. كتب عدة كتابات وكتب تاريخة، ومنها كتابة عن الجرمان الذي يعتبر من أهم المصادر التي نستمد منها المعلومات عن الشعب الجرمانى في الدور الأول ون ادوار تاريخها.